# Robert Corson
Robert Corson (ur. między 1160-1170 w Derbyshire, zm. 6 lutego 1219 w Damietcie) – angielski teolog, kardynał i krzyżowiec. Jego nazwisko podawane jest także w formie Courson, Courçon, Curson lub Curzon.

## Życiorys
Pochodził z Derbyshire, jednak w młodym wieku wyjechał na studia do Paryża i nie powrócił już do Anglii. Uzyskał tytuł magistra i został profesorem na paryskim uniwersytecie. Oprócz tego otrzymał we Francji beneficja kościelne – kanonikaty w Noyon (1204-1208) i w Paryżu (1208/09-1212). W tym okresie napisał szereg prac teologicznych, które przyniosły mu sławę wybitnego teologa.
W 1210 wysunięto jego kandydaturę na urząd patriarchy Konstantynopola, a dwa lata później (prawdopodobnie 19 maja 1212) papież Innocenty III wezwał go do Rzymu i mianował kardynałem prezbiterem Santo Stefano in Monte Celio. Jako kardynał podpisywał bulle papieskie między 19 lutego 1213 a 7 lipca 1218. W 1213-15 działał jako legat papieski we Francji w celu zwalczania herezji katarów, wezwania duchowieństwa na Sobór laterański IV oraz propagowania krucjaty. Brał udział w Soborze Laterańskim w 1215 oraz papieskiej elekcji w 1216.
W 1218 roku został legatem przy wojskach francuskich biorących udział w V krucjacie. Zmarł w trakcie oblężenia Damietty przez krzyżowców. Jego ciało przewieziono do Jerozolimy i tam pochowano.